# 震源机制解
震源机制解，或称断层面解，是用地球物理学方法判别断层类型和地震发震机制的一种方法。一次地震发生后，通过对不同的地震台站所接受到的地震波信号进行数学分析，即可求出其震源机制解。震源机制解不仅可以使人了解断层的类型（是正断层、逆断层还是走滑断层），而且可以揭示断层在地震前后具体的运动情况。

## 震源机制解的求法

图上以线段顺时针旋转的角度表示方位角，以线段的长度表示入射角，在线段的末端以"+"号表示压缩波（因而"-"号表示舒张波）。

要求出震源机制解，必须的数据是到达各观测台站的地震波的方位角、入射角和第一次波动的类型（压缩或舒张）。可以用一幅图把一个观测台站记录到的这三个数据都显示出来，在图上，以一个圆中的角度表示方位角，以构成其旋转边的线段的长度表示入射角，在这条线段的末端以"+"或"-"号表示第一次波动的类型。
把若干不同的台站的这些数据汇总在一起，即可求出震源机制解。

## 震源机制解的“沙滩球”图示
运用“沙滩球”(beach ball)图示可以很方便地把震源机制解的各参数表示出来。

正断层地震的震源机制解
逆断层地震的震源机制解
走滑断层地震的震源机制解